# Doki Doki Morning
«Doki Doki Morning»   (ド・キ・ド・キ☆モーニング Doki Doki Mōningu?) (a veces estilizado como Doki Doki ☆ Morning o Do・Ki・Do・Ki ☆ Morning) es una canción grabado por la banda de heavy metal japonés Babymetal de su primer álbum Babymetal siendo lanzado el 4 de julio de 2012. Este fue el primer sencillo de Babymetal.

## Antecedentes
El primer lanzamiento de la canción en el álbum de Sakura Gakuin era Sakura Gakuin 2010 Nendo: Message. Más tarde fue lanzado como descarga digital estándar y en una edición limitada solo DVD. La edición limitada incluye un DVD con el video musical de "Doki Doki ☆ Morning"  y un recorte del vídeo original, que ofrece exclusivamente coreografía para presentaciones en vivo de la canción.

## Actuaciones en directo
La canción se estrenó en un concierto de Sakura Gakuin, el 28 de noviembre de 2010, mientras la banda seguía siendo jūonbu del grupo principal, o pesado (metal) subgrupo musical. En cuanto a la primera actuación del grupo de la canción, Su-metal explicó, " lo que recuerdo fue claramente durante el interludio [...] que todos pretendemos caer al suelo ... tenía miedo de que la gente simplemente se riera de nosotras y eso sería embarazoso, pero su reacción me hizo sentir feliz y en ese momento yo pensé que esto es lo que es Su-metal, esto es lo que es Babymetal".

## Lista de canciones
Descarga digital
1. "Doki Doki ☆ Morning" (ド・キ・ド・キ☆モーニング) – 3:46

DVD sencillo
1. "Doki Doki ☆ Morning" (music video) (ド・キ・ド・キ☆モーニング -Music Clip-) – 3:53
2. "Doki Doki ☆ Morning" (Air Metal Dance Ver.) (ド・キ・ド・キ☆モーニング -Air Metal Dance ver.-) – 4:04

## Posiciones
| Lista (2011)                                       | Posición |
| -------------------------------------------------- | -------- |
| Billboard Japan Top Independent Albums and Singles | 80       |